# Фолькмарзен
Фолькмарзен (нем. Volkmarsen) — город в Германии, в земле Гессен. Подчинён административному округу Кассель. Входит в состав района Вальдек-Франкенберг.  Население составляет 6808 человек (на 31 декабря 2010 года). Занимает площадь 67,47 км². Официальный код — 06 6 35 020.
Город подразделяется на 5 городских районов.